# Lábas

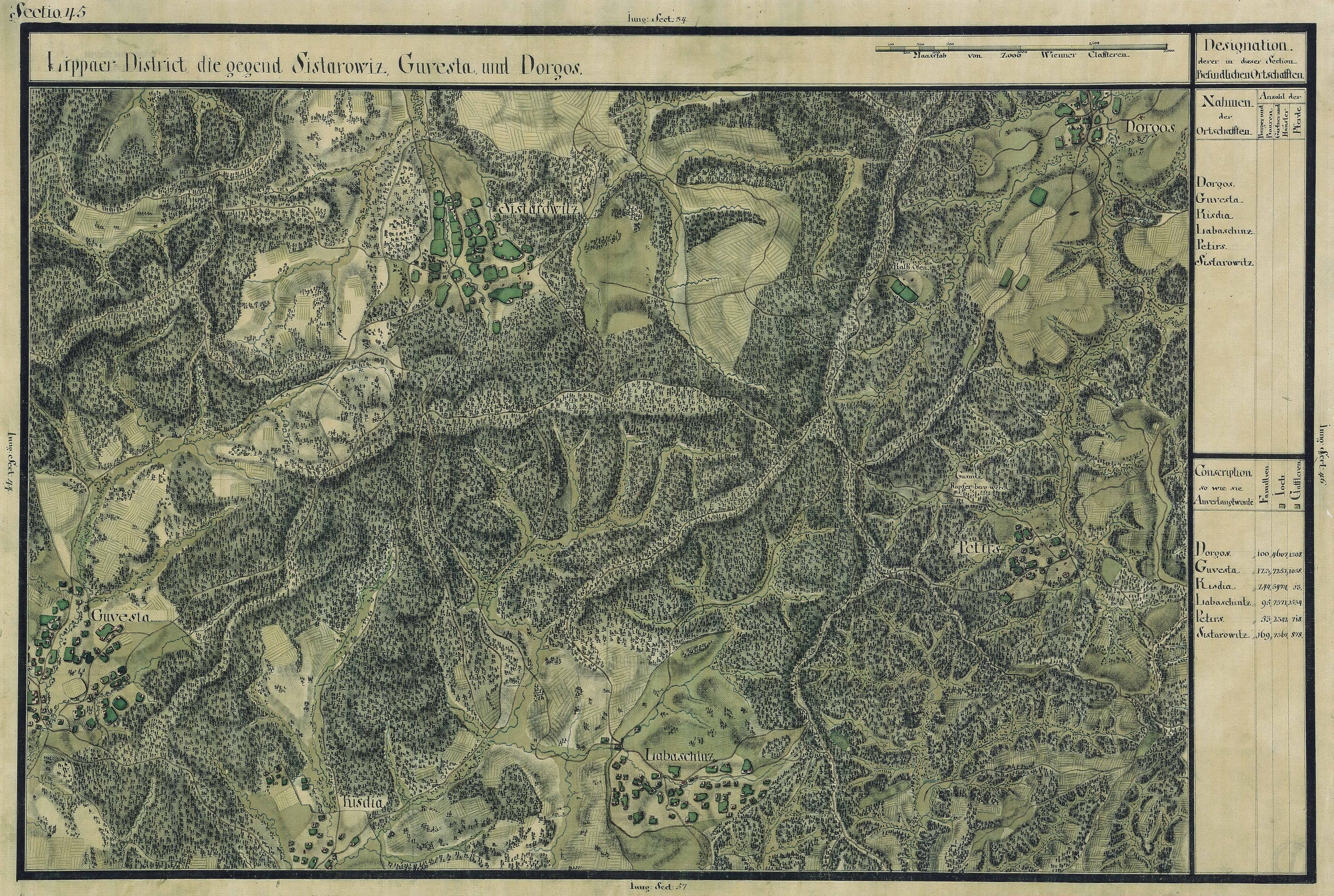
Lábas település egy régi térképen

Lábas (Labașinț) település Romániában, a Partiumban, Arad megyében.

## Fekvése
Lippától délkeletre, Sistaróc és Temesszékás közt fekvő település.

## Története
Lábas nevét 1477-ben említette először Labasowcz írásmóddal, mint Solymos vára 71. tartozékát. 1690-1700 között Labosincz, 1808-ban Lábasincz, Labaschincz alakban írták.
Lábas a középkorban Arad vármegyéhez tartozott. 1440-1477-ben Labasowcz néven, Solymos várának tartozékai között szerepelt, birtokosai a Guthi Országh, majd a Bánffy család tagjai voltak. Az 1723-1725-ös térképen Lapusnik, az 1761. évi hivatalos térképen pedig Labuschinik néven, óhitűektől lakott faluként volt jelölve. 1838-ban 21 egész jobbágytelket számoltak össze a faluban. 1848-ig a kamara, majd a kincstár birtokai közt szerepelt.
Fényes Elek 1851-ben írta a településről: „Labasincz, Arad vármegyében, 705 óhitű lakossal, s anyatemplommal. ... fő kincse roppant erdejében áll, melyben nagy vadak is tanyáznak. Bírja a királyi kincstár”
1910-ben 706 lakosából 648 román, 6 magyar volt. Ebből 659 görögkeleti ortodox, 32 görögkatolikus, 11 római katolikus  volt.
A trianoni békeszerződés előtt Temes vármegye Lippai járásához tartozott.

## Nevezetességek
- Görög keleti temploma a 19. század elején épült.